# Крылов, Иван Иванович
Иван Иванович Крылов (1860—1936) — русский живописец и театральный художник, жил и работал в основном на Дону.

## Биография
Родился 6 (18) декабря 1860 года в станице Елизаветинской, Область Войска Донского в семье донского казака, военного фельдшера, участника Русско-турецкой войны[какой?] Ивана Андреевича Крылова.
Окончил станичное приходское училище и Новочеркасскую войсковую классическую гимназию («Платовская гимназия» — мужская классическая гимназия). В 1879—1887 годах обучался в Императорской Академии художеств в Санкт-Петербурге.
В 1886 году его первая картина «Стадо коров» выставлена в Императорской Академии художеств и была приобретена педагогом П. П. Чистяковым. В 1893 году за свои работы — «Новороссийская бухта», «Старочеркасский собор» и «Тропинка на г. Машук» — получил звание классного художника 3-й степени.
С конца 1890 годов поселился в городе Новочеркасск.
В 1901—1902 годах жил на Кавказских минеральных водах и занимался устройством и художественным оформлением сцен в залах Лермонтовской галереи в Пятигорске, Пушкинской галереи на Железных водах и паркового театра в Ессентуках. По его эскизу скульптор Л. К. Шодкий создал скульптуру «Орёл со змеёй», установленную в 1901 году на Горячей горе. Ныне она стала официально признанным символом КМВ.
В 1902 году открыл рисовальные классы в Новочеркасске, которые субсидировались и контролировались Императорской Академии художеств. В 1910—1911 годах совершил поездку во Францию и Италию. Более 20 лет преподавал черчение в Донском политехническом институте, в 1930-х годах заведовал кабинетом черчения, создал художественную студию.
Работы художника демонстрировалась на всемирных выставках, украшали великокняжеские особняки. Написал ряд портретов профессоров Донского политехнического института, которые находятся в галерее второго этажа Главного корпуса ЮРГТУ (НПИ).
Как театральный художник рисовал декорации для спектаклей в Ростове-на-Дону, Нахичевани, Тихорецке, Минеральных Водах, Пятигорске, Железноводске и других театрах.
Скончался 14 ноября 1936 года в городе Ростов-на-Дону, похоронен на Старом кладбище Новочеркасска.

## Награды и премии
- Премия Общества поощрения художников, за картину «Пора Домой».
- 1900 — Золотая медаль Всемирной выставки в Париже, за картину «Степь ковыльная».
- 1913 — Премия имени А. И. Куинджи, за картину «Лёд на Неве».

## Членство в организациях
- 1893 — в составе учредителей Товарищества московских художников.

## Память
- С 1979 года в Новочеркасске открыт мемориальный Дом-музей И. И. Крылова.
- В Главном корпусе ЮРГТУ (НПИ) находятся портреты профессоров вуза, выполненные художником.
- В станице Елизаветинская установлена мемориальная доска.

Именем художника названы:
- Улица Крылова (Новочеркасск)
- Аудитория в ЮРГТУ (НПИ) имени М. И. Платова
- Детская художественная школа в Азове, на здании которой находится памятная доска.